# عن السينما
عن السينما (بالإنجليزية:َ About Cinema) هو برنامج تلفزيوني عربي من نوع التثقيف الترفيهي (بالإنجليزية: Edu-Entertainment)، يُعرض حصريا عبر منصة الفيديو حسب الطلب، الجزيرة 360. يهدف البرنامج إلى تقديم قراءة تحليلية لفن السينما من منظور تقني وجمالي، مع تسليط الضوء على العلاقة بين الإنتاج السينمائي والسياقات الثقافية والاجتماعية.
يعتمد البرنامج أسلوبا مبتكرا يمزج بين السرد الوثائقي، والتمثيل الدرامي، والكوميديا السوداء، مما يمنحه طابعا سرديا مميزا. ويتميّز بلغته البصرية الحديثة وتفاعله المباشر مع الجمهور، ما ساهم في تعزيز شعبيته في أوساط المشاهدين في المنطقة العربية.
تقدّم البرنامج الإعلامية والمخرجة ريتا خان، المعروفة بأسلوبها التفاعلي وتوظيفها للتقنيات الدرامية ضمن السياق التثقيفي. لا تكتفي خان بسرد المعلومات، بل تلعب أدوارا درامية داخل الحلقات وتكسر "الجدار الرابع"، في تجربة سردية تجمع بين التعليم والإثارة.
يتناول "عن السينما" موضوعاته من خلال قصة درامية خيالية تدور حول ثلاثة أصدقاء: ريتا وعبود وعزام، ينتقلون في مغامرات بين عوالم سينمائية متخيَّلة. خلال رحلتهم، يستكشفون مفاهيم متعددة مثل تطوّر الصورة، والنقد الفني، وتاريخ السينما، والتحولات الصناعية.
قصة وإخراج كل حلقة مستوحاة من الموضوع الذي تتحدث عنه الحلقة، فإذا كانت الحلقة مثلاً تتحدث عن أحد المخرجين، يجري تصويرها بنفس أسلوبه المميز في السرد والإخراج. وإذا كانت تتحدث عن فيلم معين، تجري محاكاة مشاهد شهيرة في هذا الفيلم.

#### مميزات السلسلة
- تمزج بين الخيال والواقع لتسليط الضوء على جوانب معقدة في السينما.

- شخصيات واقعية بقلب خيالي تعيش تجارب تمثل كل محب للفن السابع.

- كل حلقة تنتمي إلى نوع سينمائي مختلف، من الكوميديا إلى الرعب إلى الأفلام التجريبية.

- السلسلة تتطور من موسم إلى آخر، حيث تبدأ كل حلقة بقصة درامية أو أزمة يواجهها الأبطال، وتنتهي بتحوّل سردي يفتح المجال أمام  تحليل سينمائي وفلسفي.

#### الشخصيات
- ريتا خان: إعلامية ومخرجة، تمزج بين النقد السينمائي والأداء الدرامي.

- عبّود: شخصية فكاهية تمثّل الطموح والإصرار رغم الإمكانيات المحدودة.

- عزّام: ناقد ذاتي، يمثّل الصوت الداخلي للمخرج العربي المُحبَط.

- حسن: صديق مشاكس يهدف إلى استفزاز عبود ويحاول إثبات خطئه بشكل مستمر.

- العم ماضي: مؤرخ سينمائي يحب السينما ويحاول مجاراة الشباب في أعمالهم المجنونة.

#### طاقم العمل
مبتكر البرنامج (بالإنجليزية: show creator): صاحب الرؤية الفنية وتطوير البرنامج خلال جميع مواسمه هو المخرج عماد الدين السيد.  

##### الإنتاج:
استعانت شبكة الجزيرة بشركة الإنتاج دار السينما (بالإنجليزية: The Film House) لإنتاج الحلقة الأولى من الموسم الأول من البرنامج: الأبطال الخارقون. تولت بعدها شركة استديوهات كتارا (Katara Studios) تنفيذ إنتاج المواسم الثلاثة الأولى، والتي صُوِّرت جميعاً في قطر. الموسم الرابع جرى إنتاجه في تركيا ونفذته شركة الإنتاج Improvision. جرى إنتاج المواسم الثلاثة الأولى من قناة الجزيرة ، وأشرف على إنتاج البرنامج في مواسمه الثلاثة الأولى إبراهيم حمدان، مدير البرامج في قناة الجزيرة، ومحمد الحمادي مدير الإنتاج في قناة الجزيرة. جرى إنتاج الموسم الرابع من خلال منصة الجزيرة 360  وأشرف على إنتاج البرنامج جمال الشيال مدير منصة الجزيرة 360.

##### الإخراج:
أخرج البرنامج مجموعة من المخرجين العرب والعالميين وهم:
أحمد الباكر - قطر
عماد الدين السيد - مصر
حسام الجزار - مصر
علي الأنصاري - قطر
محمد عبدالرحمن حماقي - مصر
دانة المير - قطر
محمد الإبراهيم - قطر
خليفة المري - قطر
زينة سلامة - لبنان
إيريك روي - كندا
ديمتري يوري - البرازيل
فيصل الدويسان - الكويت

##### الكتابة:
أنجز عملية البحث عدد كبير من الباحثين العرب بإشراف الباحث المصري أحمد عبد المجيد، كما كتب سيناريو الحلقات مجموعة من الكتاب العرب مثل السيناريست المصري بلال فضل، وحاتم حسين، ووجيه صبري، وجاسم النوفلي، وأحمد الباكر، ومريم السهلي  ، وعلي الأنصاري،  وعماد الدين السيد.

##### الممثلون:
الممثلون الرئيسيون هم ريتا خان، وعبود، وعزام العوض، وحسن صقر. بالإضافة إلى بعض ضيوف الشرف في حلقات مختلفة مثل: فارس دهبي، ونافذ السيد، وضحى العوني،  وديرن أردومان، وخلدون حراكي.

#### خصائص البرنامج
- التنوع في الموضوعات: يعتمد "عن السينما" على تقديم مغامرات سينمائية متنوعة، حيث يجري التعامل مع مجموعة من المواضيع التي تشمل التأثيرات الاجتماعية للسينما، والتحليل الفني للأفلام، وعديد من المواضيع الثقافية.

- أسلوب السرد: يجري تقديم السلسلة بأسلوب سرد مبتكر حيث يتداخل الواقع بالخيال، من خلال مشاركة ريتا في مغامرات سينمائية متعددة حيث تكسر الجدار الرابع وتشارك الجمهور آراءها الشخصية حول صناعة السينما.

- التفاعل مع الجمهور: تُدمج ملاحظات وتعليقات ريتا بشكل ممتع مما يمنح البرنامج طابعاً فريداً يتسم بالتحليل والرؤية النقدية للمحتوى السينمائي.

#### الجوائز والتكريمات
- جائزة "أفضل برنامج ثقافي رقمي" في مهرجان الإعلام العربي (2021).

- الجائزة الذهبية في مهرجان البندقية للمحتوى الثقافي (2022).

- جائزة تيلي الدولية: 16 جائزة (ذهبية أفضل برنامج ثقافي، وذهبية أفضل مؤثرات بصرية لحلقة نهاية العالم، و8 جوائز فضية و6 جوائز برونزية) (2021).

- إشادات نقدية من مواقع سينمائية عربية وغربية (IMDb).

#### الأثر والانتشار
أحدث البرنامج تأثيرا لافتا في فئة الشباب ومحترفي السينما، لما يقدّمه من تبسيط وتحليل مبسّط للمفاهيم المعقدة. كما ساهم في رفع مستوى الحوار السينمائي على منصات التواصل الاجتماعي.  

#### البث والتوافر
- تاريخ الإصدار: من 2019 حتى الآن.

- عدد المواسم: 4.

- عدد الحلقات (تقديري): أكثر من 77 حلقة.

- منصات البث: متوافرمجانا وبدون اشتراك على منصة  الجزيرة 360 (بنسخة الويب والتطبيق) وقناة اليوتيوب "عن السينما".

- اللغة: العربية الفصحى كلغة أساسية مع لهجات عربية أخرى (لبنانية، مصرية، سودانية، تونسية..).

#### المواسم

##### الموسم الأول (2019)
ملخص:
تبدأ القصة من نقطة الصفر؛ ثلاث شخصيات شابة تحلم بصناعة السينما دون ميزانية أو دعم. التحديات، والفشل، والنجاح الأول يجتمعون في موسم تأسيسي يغوص في أساسيات حب السينما: كتابة السيناريو، والتصوير، وفهم الجمهور.
تناول الموسم الأول البدايات التاريخية للسينما، بدءً بعصر السينما الصامتة حتى بروز الصوت والصورة، مع تحليل لأعمال سينمائيين رواد.
شاهد الموسم الأول على الجزيرة 360 وعلى قناة اليوتيوب.
الحلقات:
| الحلقة    | عنوان الحلقة                             | وصف الحلقة |
| --------- | ---------------------------------------- | --- |
| الحلقة 1  | الأبطال الخارقون                         | من لا يحب الأبطال الخارقين؟ إنهم أيقونات الشجاعة والعدالة والأمل. لكن كيف ومتى ظهروا؟ ولماذا يحظون بشعبية كبيرة حول العالم؟                                                      |
| الحلقة 2  | المرأة في أعمال ديزني                    | تحقق أفلام ديزني شهرة وانتشارا واسعين بين الأطفال، برغم الانتقادات التي توجه إليها بشأن صورة المرأة في أعمالها، فكيف ترد على الاتهامات؟                                          |
| الحلقة 3  | كيف تخيلت السينما مستقبل البشرية؟        | كيف عالجت أفلام الخيال العلمي مخاوف الإنسان وتوقعت المستقبل كمواجهة الروبوتات؟ وما المواضيع التي تتناولتها أفلام الخيال العلمي العربية؟                                          |
| الحلقة 4  | الأفلام الكوميدية                        | دوليّا غيّر تشارلي شابلن شكل الكوميديا ومضمونها إلى الأبد، وعربيا خلقت السينما الكوميدية ما يعرف "بالإفيهات" التي تعيش حتى الآن.                                                   |
| الحلقة 5  | السينما والأدب                           | يقارن النقاد على الدوام بين الأفلام السينمائية والروايات الأدبية التي تؤخذ عنها، كما هو الحال مع أعمال الأديب البريطاني وليام شكسبير. فهل المقارنة منصفة؟                        |
| الحلقة 6  | أفلام أبطالها لا یموتون أبدا!            | ماذا لو كان بإمكانك الانغماس في عالم لا ينتهي أبدا؟ عالم حيث يمكنك متابعة حياة ومغامرات شخصياتك المفضلة، واكتشاف شخصيات جديدة على طول الطريق!                                    |
| الحلقة 7  | أفلام الرعب                              | كيف اكتشف صناع السينما قوة التلاعب بشعور الخوف وقدرته على جذب الجمهور؟ وكيف طوروا بعدها صناعة أفلام الرعب؟ وما أول فيلم رعب في تاريخ السينما؟                                    |
| الحلقة 8  | السينما بالألوان                         | رحلة مليئة بالتطور، وابتكارات متنوعة شهدتها السينما منذ بداياتها، غير أن خطوة واحدة كانت كفيلة بتحقيق نقلة نوعية لها باستخدام الألوان. فكيف حدث ذلك؟                             |
| الحلقة 9  | الرسوم المتحركة.. متعة الكبار قبل الصغار | يصنع رسام الكاريكاتير الفرنسي إيميل كول أول فيلم رسوم متحركة بالكامل عام 1908، لتتطور صناعة هذا النوع من الأفلام بعد ذلك وتأسر قلوب الصغار والكبار.                              |
| الحلقة 10 | هيتشكوك.. سيد الإثارة والتشويق           | سيد التشويق، لقب المخرج البريطاني ألفريد هيتشكوك، فكيف ساعدته حبكته السحرية على اكتساب هذا اللقب؟ ومتى كانت انطلاقته الحقيقية؟                                                   |
| الحلقة 11 | تاريخ جائزة الأوسكار                     | ينتظر الممثلون وشركات الإنتاج جائزة الأوسكار بفارغ الصبر، وهي إحدى أشهر الجوائز السينمائية في الولايات المتحدة الأميركية والعالم. فما تاريخها؟ وماذا تضيف إلى الممثلين؟          |
| الحلقة 12 | القوالب العشرة في السينما - الجزء 1      | يقول أحد كتاب السيناريو الأميركيين إن جميع أفلام هوليود لا تتجاوز موضوعاتها عشر قصص فقط، ولكنها تروى بطريقة مختلفة في كل مرة. فما أبرز هذه القصص؟                                |
| الحلقة 13 | القوالب العشرة في السينما - الجزء 2      | العائلة، وأزمات الحياة، وقصص الحب، والألغاز، وأشخاص عاديون في مواقف غير عادية. هذه خمس قوالب متكررة في السينما. إليك بعض الأفلام العالمية التي جسدتها                            |
| الحلقة 14 | المرض النفسي في السينما                  | صورة نمطية تقدم المريض النفسي في الأفلام، تعرضه للتشويه أحيانا لدواعٍ فنية. فكيف تطورت تلك الصورة إلى أخرى تحاكي الواقع في السينما؟                                               |
| الحلقة 15 | الثنائي سكورسيزي ودي نيرو                | أحدهما قضى طفولته وهو يركض في الشوارع، وتمنى لو انغمس باكرا في الحياة الثقافية، أما الآخر فهو على النقيض، لكنهما شكلا ثنائيا شهيرا في هوليود.                                    |
| الحلقة 16 | إعادة صنع الأفلام                        | لماذا لا تكف هوليود عن إعادة إنتاج نوع معين من الأفلام؟ وهل ما ينجح مع الجمهور مرة يضمن النجاح مرة أخرى؟                                                                         |
| الحلقة 17 | عندما تغني السينما                       | متى دخلت الأغاني إلى عالم السينما؟ وما أشهر الأفلام التي أدخلت الفقرات الغنائية في محتواها على مستوى العالم؟ وما أبرز الأفلام الغنائية العربية؟                                  |
| الحلقة 18 | العرب في هوليود                          | يُعبّر عن الدين الإسلامي في صناعة السينما الغربية بصورة مشوهة، كالسيادة الذكورية والحرب المقدسة وعمليات الإرهاب. فمن المسؤول عن نشر هذه الصورة النمطية؟                            |
| الحلقة 19 | كيف سينتهي العالم؟                       | سلسلة من الرؤى الفنية والأدبية لاستشراف الكوارث الكونية المشيرة إلى نهاية العالم تغزو السينما، وتستقطب شريحة واسعة من المهتمين. فما سبب هذا الانجذاب؟                            |
| الحلقة 20 | أفلام الغرب الأميركي                     | ترتفع شعبية أفلام الغرب الأميركي، لتعبيرها عن حياة قد يرغب المشاهدون في عيشها وخوض مغامراتها، فتتيح لهم الهروب إلى حياة وأماكن أخرى.                                             |
| الحلقة 21 | أفلام الملاكمة.. تذكرة رابحة             | لا تكلّ هوليود عن صناعة أفلام الملاكمة رغم أنها ليست الرياضة الأكثر شعبية، لكنها تفُضل على غيرها، لربحيتها وتعبيرها عن صراعات الحياة.                                              |
| الحلقة 22 | الموسيقى التصويرية                       | تندمج الموسيقى التصويرية مع المشهد السينمائي وتخلق بعدا وجدانيا تمتزج فيه حاسة السمع بالبصر، ويتناغم فيه سحر المشهد وروعة الإيقاع الموسيقي.                                      |
| الحلقة 23 | سحر المكياج                              | يعد الماكياج من العناصر الرئيسية في السينما، فبإمكانه إخفاء تجاعيد الوجوه أو تشويهها لضرورات المشهد. نتعرف على بعض الحيل التي استخدمها خبراء التجميل في الأفلام.                 |
| الحلقة 24 | السيناريو أهم عناصر الفيلم               | يعد السيناريو من أهم عناصر صناعة الأفلام.. فما الأجزاء التي يُقسّم على أساسها؟ وكيف يُكتب بشكل جاذب للجمهور؟                                                                        |
| الحلقة 25 | : كوبولا وأحلامه الضائعة!                | أصيب بشلل الأطفال وهو في التاسعة، غير أن طموحه وإصراره يصلان به إلى هوليود، فيخرج إحدى الأيقونات الفنية، ومع ذلك تظل في قلبه حسرة على بعض الأحلام الضائعة                        |
| الحلقة 26 | المخرج ومدير التصوير.. علاقة معقدة       | برغم الشد والجذب والتوتر بين المخرج ومدير التصوير، ترى أفلامهما النور في صورة كاملة ومميزة وقادرة على جذب المشاهد. فما سبب العلاقة المعقدة بينهما؟                               |
| الحلقة 27 | الأفلام الرومانسية                       | تأسر القصص العاطفية في الشاشة الكبيرة قلوب كثير من الجماهير، وتدغدغ أغاني الحب عواطفهم.. فما سر سحر الأفلام الرومانسية؟                                                          |
| الحلقة 28 | الصوت.. السينما تتكلم                    | بعد تطور تقنيات الصوت في الأعمال السينمائية، ولعب مؤثراته دورا بارزا بتقدم هذا المجال، هل توجد إمكانية لنجاح الأفلام دون الصوت في الوقت الحالي؟                                  |
| الحلقة 29 | مخرجون عظماء فشلوا في فيلمهم الأول       | يفصح الفيلم الأول عن هوية المخرج ونظرته الفنية وطريقة استخدامه للأدوات التي يجود بها فيلمه، كالموسيقى التصويرية والديكور، وتوجد قصة غير محكية عن التحديات.                       |
| الحلقة 30 | سينما البيوت                             | بعد أن كانت مشاهدة الأفلام في المنازل تقتصر على المحتوى المحدود الذي تعرضه القنوات التلفزيونية، تغير الوضع! فما أسباب القفزة التي حصلت في سينما البيوت؟                          |
| الحلقة 31 | السفر عبر الزمن                          | ما الذي سنفعله في حال استطعنا العودة إلى الماضي؟ وهل يمكننا السفر إلى المستقبل؟ لنكتشف أشهر رحلات السفر عبر الزمن في عالم السينما.                                               |
| الحلقة 32 | سينما وودي آلن                           | كيف نجح الأميركي وودي آلن في الجمع بين الكتابة والإخراج والتمثيل؟ وما قصة مزجه بين الحزن والفرح في أعماله؟ وماذا يميّز نموذجه في عالم السينما؟                                    |
| الحلقة 33 | أشهر ديكورات الأفلام                     | كيف يسهم الديكور في نجاح الأفلام؟ وما دوره في تحقيق التواصل البصري مع الجمهور وإيصال رسالة الفيلم؟ وما أشهر الديكورات التي عرفتها السينما؟                                       |
| الحلقة 34 | طمع هوليود بجمهور بوليود                 | في كل يوم يذهب نحو 14 مليون هندي إلى السينما! تعرَّف الوسائل التي تستخدمتها هوليود لمحاولة اختراق سوق بوليود وجذب الجمهور الهندي.                                                  |
| الحلقة 35 | السينما وتزوير التاريخ                   | يبني بعضهم تصوراته وإدراكه للتاريخ عبر ما شاهده في الأفلام، فهل السينما مصدر للمعرفة التاريخية؟ وهل يصح تعامل بعضهم مع "هذا الفيلم المأخوذ عن قصة حقيقية" كشهادة ضمان لمعلوماته؟ |
| الحلقة 36 | فيلم من لقطة واحدة                       | هل تصدق وجود مخرجين استطاعوا تصوير فيلم كامل بلقطة واحدة طويلة. فما الذي يدفع المخرج إلى استخدام هذه التقنية وما الصعوبات التي تواجهها؟ وما أجمل الأفلام التي استخدمت فيها؟      |
| الحلقة 37 | الأُدباء.. أبطال في أفلام                 | حياتهم تلهم أجيالا من المؤلفين، كتبوا عنهم وصوروا للجمهور إنجازاتهم ومعاناتهم. نذهب في رحلة إلى حياة أشهر الكتّاب الذين ظهروا على شاشات السينما وأعظمهم.                          |
| الحلقة 38 | كيف يجري اختيار الأبطال في السينما؟!     | نكتشف قصة تطوّر صورة الرجل في السينما، وكيف تجسّدت بأشكال مختلفة وتأثرت بالقيم والثقافات، في رحلة تاريخية تمتد من السينما الأميركية إلى العربية.                                   |
| الحلقة 39 | مهرجان كان                               | بدأ المهرجان السينمائي لأسباب سياسية، ما قصة مهرجان كان؟ وما علاقته بهتلر وموسوليني؟ وما أبرز قرارات إدارته الغريبة؟                                                             |
| الحلقة 40 | اللقطات القريبة .. لماذا يحبها الممثلون؟ | العودة إلى الأضواء من طريق فيلم "شارع الغروب". فما العلاقة التي تخلقها اللقطة القريبة بين الممثل والجمهور؟                                                                       |
| الحلقة 41 | كيف يتحايل صناع الأفلام على الرقابة؟     | يحاول صناع السينما تصوير أفلامهم بعيدا عن سطوة النقابات ورقابة السلطات التي تعوق عملهم، وتحد من قدرتهم على تجسيد القصة بواقعية، فكيف يتحايلون عليها؟                             |
| الحلقة 42 | كيف نحكي الحكاية؟                        | ما أفضل طرق سرد الحكايات في السينما؟ في الوقت الذي يفضل فيه كثير من المنتجين الشكل التقليدي، فإن تقنيات غريبة استطاعت المنافسة، فما تلك التقنيات؟                                |
| الحلقة 43 | الأفلام الوثائقية.. بين الحقيقة والتزوير | الأفلام الوثائقية تكشف حقائق وتروي قصصا، وتصورها بأسلوب سينمائي مشوق، نحكي بها واقعنا ونوصل بها أصواتنا. ولكن هل تكون الحقيقة دائما كاملة؟                                       |

##### الموسم الثاني (2021)[7]
ملخص:
في الموسم الثاني يفتتح الأبطال أول شركة إنتاج لهم باسم "نو بدجت" على أمل إنتاج أفلام قوية بدون ميزانية وبأقل الأدوات. لكنهم يخوضون مغامرات سينمائية تنتهي غالباً بفشلهم في تحقيق أهدافهم. تبدأ الصراعات الشخصية بالظهور. يتناول الموسم المعوقات التي تواجه صناع السينما العربية، من الرقابة إلى التمويل، مرورا بتأثير الشهرة والجوائز.
ناقش الموسم قضايا سينمائية هامة مثل كيف تحدثت السينما عن أشهر زعماء العالم، وطرق الدعاية السينمائية المختلفة، ودلالات استخدام الألوان في الأفلام، ودور الحكومات في صناعة أفلام الجاسوسية، وكيف تستطيع الحيوانات التمثيل، بالإضافة إلى تطرقها إلى بعض أهم الأعمال في تاريخ السينما مثل سلسلة حرب النجوم، ولبعض أهم المخرجين مثل كريستوفر نولان.
شاهد الموسم الثاني على الجزيرة 360 وعلى اليوتيوب
الحلقات:
| الحلقة    | عنوان الحلقة                                   | وصف الحلقة |
| --------- | ---------------------------------------------- | --- |
| الحلقة 1  | حرب النجوم                                     | يرى أن المؤثرات البصرية هي الدافع إلى ذهاب الناس إلى السينما، ويُعرف بالساحر والمغامر في مجال عمله. اشتهر بتقديمه سلسلة أفلام حرب النجوم. فكيف غير المخرج جورج لوكاس شكل هوليود؟ |
| الحلقة 2  | أفلام التحقيقات                                | المحقق شخصية محورية في أفلام التحقيقات، يُقدم على أنه شديد الذكاء دقيق الملاحظة، وقادر على حل أي قضية مهما كانت شائكة، ومَن أشهر من شارلوك هولمز في هذا العالم الغامض؟            |
| الحلقة 3  | الأشباح والعفاريت في السينما                   | كيف تناولت السينما قصص الأشباح والعفاريت؟ وما مقدار الخيال والواقع في الأعمال التي تناولت هذا اللون المرعب؟ وما حظوظ السينما العربية منها؟                                      |
| الحلقة 4  | أفلام الحروب                                   | ليس سهلا أن ترى مشاهد من الحرب وتستطيع أن تعيش في أجوائها وتفاصيلها، سواء كانت حربا حديثة أو قديمة. فكيف صُنعت أفلام الحروب التي حازت أعلى المتابعات؟                            |
| الحلقة 5  | كريستوفر نولان.. "عبقري" السينما               | يكفي أن يُعلن عن مشروع فيلم جديد حتى تترقبه الملايين حول العالم، فأفلامه تترك المشاهد مفتونا وحائرا في آن. كيف بنى المخرج السينمائي كريستوفر نولان شعبيته؟                       |
| الحلقة 6  | أفلام العصابات                                 | هل أنت من محبي أفلام العصابات؟ تعرَّف كيفية صناعة هذا النوع من الأفلام، وهل بالفعل تجب موافقة العصابة لتصوير الفيلم؟                                                              |
| الحلقة 7  | ليوناردو.. الوسيم صاحب الأدوار المعقدة         | ليوناردو دي كابريو، فنان يسعى إلى ترك بصمة أصيلة من خلال اختيار أدوار تمثيلية معقدة، وبفوزه بجائزة الأوسكار انضم إلى "أساطير هوليود". فما سر نجوميته؟                           |
| الحلقة 8  | تقنيات سينمائية مذهلة                          | ما الاختراقات التي حققتها التكنولوجيا في عالم السينما؟ وكيف أصبح الخيال ممكنا في صناعة الأفلام؟                                                                                 |
| الحلقة 9  | تترات عبقرية                                   | بني المبدعون شارات البداية والنهاية لأعمالهم لتصبح تحفة فنية، تربطك بالعمل ولا تمل تكرارها، وستدفعك عبقرية التفاصيل والتقنيات إلى مراجعة شارات أفلامك ومسلسلاتك المفضلة.        |
| الحلقة 10 | أشرار ولكن نحبهم                               | تغيرت صورة الشرير في السينما العالمية من تقديمه ضخم الجثة قبيح الخلقة إلى التركيز على تعقيداته النفسية وتناقض مظهره مع جوهره. فكيف نميز الشرير في الأفلام الحديثة؟              |
| الحلقة 11 | سحر الدعاية السينمائية                         | نجاح الفيلم أو فشله مرهون بالدعاية، لذا يستثمر صنّاع الأفلام أموالا طائلة في إنتاج الدعايات لجذب أكبر عدد من المشاهدين. فهل ينجحون في ذلك؟                                       |
| الحلقة 12 | رحلة في عالم بوليود                            | أكثر من قرن على صناعة السينما الهندية التي بدأت بأفلام "المسالا" حتى وصلت إلى العالمية، فما قصة وتاريخ صناعة السينما في الهند، وأشهر عائلاتها الفنية؟                           |
| الحلقة 13 | الأنمي الياباني.. من البداية حتى هجوم العمالقة | إن كنت واحدا من ملايين عشاق "المانجا اليابانية" فهل تعرف قصة تطورها؟ هل سمعت عن فيلم "ميكي الشرير يهاجم اليابان"؟ ولماذا تُرسم الشخصيات بعيون واسعة؟                             |
| الحلقة 14 | أساتذة الفنون القتالية                         | احتل بروس لي السينما الأميركية بيدين عاريتين، وكان لنجاحه دور كبير في انتشار أفلام الفنون القتالية وتطور تقنياتها، فما قصته ومن خلفه من بعده؟                                   |
| الحلقة 15 | كيف تستطيع الحيوانات التمثيل؟                  | كيف تستطيع الحيوانات التمثيل؟ وهل استطاعت التكنولوجيا الحديثة استبدالها؟ وما الذي أثار جنون الفنان أحمد زكي عندما مثّل مع قردة؟                                                  |
| الحلقة 16 | دور الحكومات في صناعة أفلام الجاسوسية          | تولي الحكومات أهمية لأفلام الجاسوسية وتستثمر بإنتاجها. فهذه الأفلام توثق حوادث وجرائم وتضم معلومات قد تكون شديدة الخطورة، فكيف تستخدم في الحروب الباردة؟                        |
| الحلقة 17 | أخطاء ساذجة في أفلام ومسلسلات شهيرة            | كيف يمكن صناعة فيلم مترابط بلا أخطاء؟ ما أبرز معايير تقييم الأفلام ومصطلحاتها؟ وأين المخرج من كل هذا؟ أخطاء حدثت في أفلام شهيرة، لن تصدقها.                                     |
| الحلقة 18 | معاني الألوان بالأفلام                         | الألوان كالحوار والموسيقى والديكور، يمكنها أن تخبرنا الكثير عن أبطال الفيلم وأحلامهم ورغباتهم ومخاوفهم، فكيف تؤثر نفسيا في المشاهدين؟                                           |
| الحلقة 19 | زعماء أم نجوم سينما                            | قد يتسبب فيلم في إظهار مساوئ زعيم أو تبرئة ساحته من فضيحة لحقته، لكن هل يمكن للأفلام أن تتسبب في فوز شخص برئاسة دولة؟                                                           |

##### الموسم الثالث (2024)[8]
ملخص:
في الموسم الثالث يستمر الأبطال في رغبتهم في تحقيق أهدافهم بأقل ميزانية ممكنة. ولكن الصراعات تزداد بينهم مما يؤثر بشكل كبير على مستقبل شركتهم نو بدجت.
يتناول الموسم قضايا سينمائية مهمة مثل سيطرة السياسة الأمريكية على هوليود، والأفلام التي تسبب مشاكل نفسية للأطفال، ودور المرأة في صناعة السينما ومحاولاتها للنجاح في عالم يسيطر عليه الرجال، بالإضافة إلى الحديث عن بعض أهم الأعمال التلفزيونية والسينمائية مثل صراع العروش، وبريكنج باد، وهاري بوتر.
شاهد الموسم الثالث على الجزيرة 360 ويوتيوب.
الحلقات:
| الحلقة    | عنوان الحلقة                             | وصف الحلقة |
| --------- | ---------------------------------------- | --- |
| الحلقة 1  | صراع العروش.. أعظم مسلسل في التاريخ      | يقلب مسلسل صراع العروش مفهوم صناعة الدراما بمزجه عناصر جديدة لم تكن مألوفة. فما العناصر التي جعلت منه أسطورة فنية لدى كثير من المعجبين؟                             |
| الحلقة 2  | السينما الكورية                          | نجح الفيلم الكوري خطوات بريئة في عام 2005 الذي يحكي قصة فتاة صينية تزوجت شابا كوريا زواجا صوريّا للحصول على الإقامة، فكيف أعادت نتفليكس إنتاج مسلسل منه؟             |
| الحلقة 3  | حروب هوليود المزيفة                      | خسرت الولايات المتحدة في حرب فيتنام أكثر من ترليون دولار وقتل 60 ألفا من جنودها! فمن أين جاءت الانتصارات المزيفة التي روجت لها أفلام هوليود؟                        |
| الحلقة 4  | "بريكينغ باد".. أسطورة الدراما الأميركية | يصل مسلسل بريكينغ باد الأميركي إلى مستويات مشاهدة قياسية، ويتوحد الجمهور مع شخصياته، حتى إن إحدى الشخصيات الشريرة صارت تتلقى تهديدات من الجمهور. فمن هي؟            |
| الحلقة 5  | السيارات في السينما                      | حققت بعض السيارات التي مثلت أدوارا بطولية في الأفلام نجومية مستقلة وتضاعفت قيمتها المادية. فكيف ستبدو أفلام مثل باتمان وجيمس بوند بلا سياراتهما؟                    |
| الحلقة 6  | مسلسلات السيتكوم                         | روّج المسلسل الكوميدي الأميركي الأصدقاء (Friends) لفكرة أن علاقات الصداقة قد تكون أكثر حميمية من روابط الأسرة! فكيف استمر إنتاج المسلسل 10 مواسم متتالية؟            |
| الحلقة 7  | أفلام في موقع واحد                       | توجد أفلام كثيرة ميزانيتها ضخمة لكن قصتها هزيلة، ولم يحبها الجمهور. فكيف استطاع بعض المخرجين صناعة أفلام ممتعة بميزانيات منخفضة ومصورة في مكان واحد؟                |
| الحلقة 8  | إمبراطورية هاري بوتر                     | ألّفت الكاتبة البريطانية "جي كي رولينغ" أول جزئين من روايتها الخيالية هاري بوتر فنجحتا نجاحا باهرا في بريطانيا والولايات المتحدة. فكيف تحولتا إلى فيلمين عظيمين؟     |
| الحلقة 9  | غير مناسب للأطفال                        | تحدث بعض مسلسلات الكرتون تأثيرات سلبية على الأطفال، خصوصا في الأعمار المبكرة. فما أبرز تلك التأثيرات؟ وما النصائح التي يجب على الأهل اتباعها لحماية أطفالهم؟        |
| الحلقة 10 | العرب في المهرجانات العالمية             | مع أن مشاركة الأفلام العربية في المهرجانات الدولية بدأت متأخرة، فإنها منذ 2006 نافست في مهرجان كان وبرلين وفينيسيا. فما الذي تغير في السنوات الأخيرة؟               |
| الحلقة 11 | الشعور بالوحدة                           | مع بداية الألفية الثالثة تزايدت الأفلام التي تربط بين شعور الإنسان بالوحدة وبين تطور الوسائل التقنية. فهل تساعد الأجهزة الحديثة في التخلص من الوحدة أم تزيدها عمقا؟ |
| الحلقة 12 | من ألعاب الفيديو إلى السينما             | تشترك الأفلام السينمائية مع ألعاب الفيديو في عناصر كثيرة، تجعل صناع السينما يسعون باستمرار لتحويل الألعاب الناجحة إلى أفلام، والعكس. فمتى تنجح فكرة التحويل؟        |
| الحلقة 13 | الأسطورة ميريل ستريب                     | كانت في بداية مشوارها الفني ترتدي نظارة وتضع تقويما للأسنان! فماذا تعرف عن الممثلة الأميركية التي لقبها نقاد كثيرون بأفضل ممثلة من أبناء جيلها.                     |
| الحلقة 14 | سينما المرأة                             | كانت المرأة في بداية ظهورها في الأفلام تصور ككيان حر ومستقل، وفيما بعد تعرضت للتسليع بتصويرها جميلة الشكل رفيعة القوام. فهل ردت حركات التحرير للمرأة اعتبارها؟      |
| الحلقة 15 | بناء الشخصية في الأفلام                  | رغم أن فيلم الشبكة الاجتماعية 2010 مقتبس عن كتاب، فإن كاتب السيناريو أعاد صياغة دوافع بطل القصة مارك زوكربيرغ لإنشاء موقع للتواصل الاجتماعي.                        |

##### الموسم الرابع (2025): مغامرات سينمائية فيإسطنبول
الوصف العام:
في موسم مليء بالتحولات الغريبة والمغامرات السحرية، تسافر ريتا، وعبود وعزام إلى إسطنبول لدراسة السينما. لكن دراستهم تتحول إلى سلسلة من التجارب المتداخلة مع أشهر رموز وأفكار السينما العالمية، يخوضون مغامرات رهيبة ومختلفة، فيتعرضون للمطاردة من قاتل متسلسل، ويتعرضون للخطف على يد عصابة متأثرة بمسلسل لا كاسا دي بابيل  (بالإسبانية: La Casa De Papel) ويضيعون في الغابة وسط عاصفة شديدة، ويستضيفهم دراكيولا في قصره، ويخوضون مسابقة صممها لهم دانيال دي لويس، كما يحاولون محاكاة أشهر أفلام السرقة لينفذوا عملية سرقة.
يُعدّ الموسم الرابع نقلة نوعية في مسار البرنامج، إذ يتطور الإنتاج فيه بشكل كبير جدا كما يتطور السيناريو والإخراج بشكل لافت، بالإضافة إلى مواقع التصوير المذهلة في تركيا.  

###### أبرز سمات الموسم الرابع:
- النوع: تعليمي-ترفيهي (بالإنجليزية: Edu-Entertainment)، حيث تتغيّر نغمة كل حلقة حسب موضوعها فقد تكون حلقة على شكل فيلم رعب، أو بوليسي، أو عاطفي.

- البنية: كل حلقة مصمّمة كفيلم قصير مستقل يحمل مغامرة مختلفة. تتفاعل "ريتا" مع المشاهد، تدخل في عالم الفيلم وتخاطب الممثلين داخل القصة.

- السرد التفاعلي: كسر الجدار الرابع وتحليل الفيلم في أثناء عرضه.

- الإنتاج: جودة بصرية عالية، ومؤثرات صوتية، وتصوير سينمائي احترافي.

- مدة الحلقة: بين 25 و30 دقيقة.

- منصة العرض: حصريا على منصة الجزيرة 360.

شاهد الموسم الرابع حصريا على الجزيرة 360
الحلقات:
| الحلقة   | عنوان الحلقة         | وصف الحلقة |
| -------- | -------------------- | --- |
| الحلقة 1 | صديق البطل           | أزمة هوية بعد انفصال ريتا عن أصدقائها.. وزائر غريب يغير مسار حياتها. تعاني ريتا أزمة نفسية بعد تخليها عن صديقيها عبود وعزام وشركتهما "نو بدجت للإنتاج الفني"، واختيارها العمل في شركة إنتاج كبرى، ولكن زائرا غريبا يدخل حياتها فجأة، ويقلبها رأسا على عقب. من هو؟ |
| الحلقة 2 | الطائرات في الأفلام  | عزام يرفض السفر بسبب فوبيا الطيران.. و"علاج" ريتا يخرج عن السيطرة. يرفض عزام السفر إلى إسطنبول مع ريتا وعبود بسبب معاناته من فوبيا الطيران، فتحاول ريتا علاج المشكلة بطريقتها الخاصة، ولكن الأمور تخرج عن السيطرة.                                                |
| الحلقة 3 | مدن سينمائية         | سيارة سحرية وخطف غريب فور وصولهم إلى إسطنبول. البداية ليست كما توقعون! بمجرد وصولهم إلى إسطنبول، تتعرض ريتا وعبود وعزام للخطف بيد شخص غريب يقود سيارة سحرية. |
| الحلقة 4 | أعظم مخرج في التاريخ | مغامرة فلسفية داخل عقول كبار المخرجين: من يستحق اللقب؟ تخوض ريتا وأصدقاؤها رحلة داخل عوالم أهم مخرجي السينما، وذلك لاكتشاف من يستحق لقب أعظم مخرج في التاريخ. |
| الحلقة 5 | باتمان               | تحدٍّ لصنع رؤية سينمائية جديدة تمامًا عن باتمان. تشارك ريتا وعبود وعزام وعمار في مسابقة لتقديم رؤية سينمائية مختلفة عن باتمان، فهل ينجحون؟ |
| الحلقة 6 | قاتل متسلسل          | قاتل يلاحقهم في بيت رعب.. من فيلم إلى كابوس! قاتل متسلسل يستهدف صناع الأفلام، فيطارد ريتا وعبود وعزام بعد أن يحبسهم داخل أحد بيوت الرعب. فهل يتمكنون من النجاة؟                                                                                                   |

## وصلات خارجية
- منصة الجزيرة 360
- صفحة برنامج "عن السينما" على IMDb
- حسام الجزار – قاعدة بيانات السينما العربية
- محمد عبدالرحمن حماقي – قاعدة بيانات السينما العربية
- ديميتري يوري – IMDb